# پلی‌اتیلن مشبک

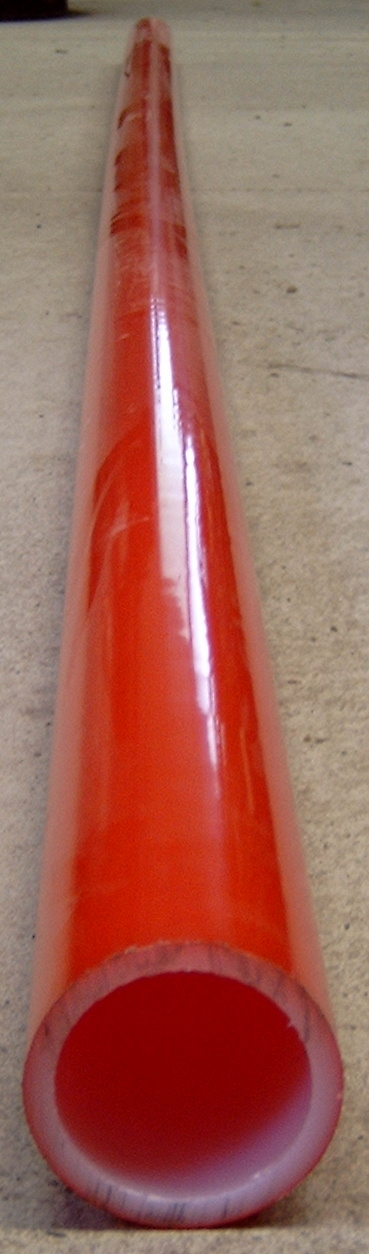
یک لولهٔ پلی‌اتیلن با اتصال عرضی (PEX)

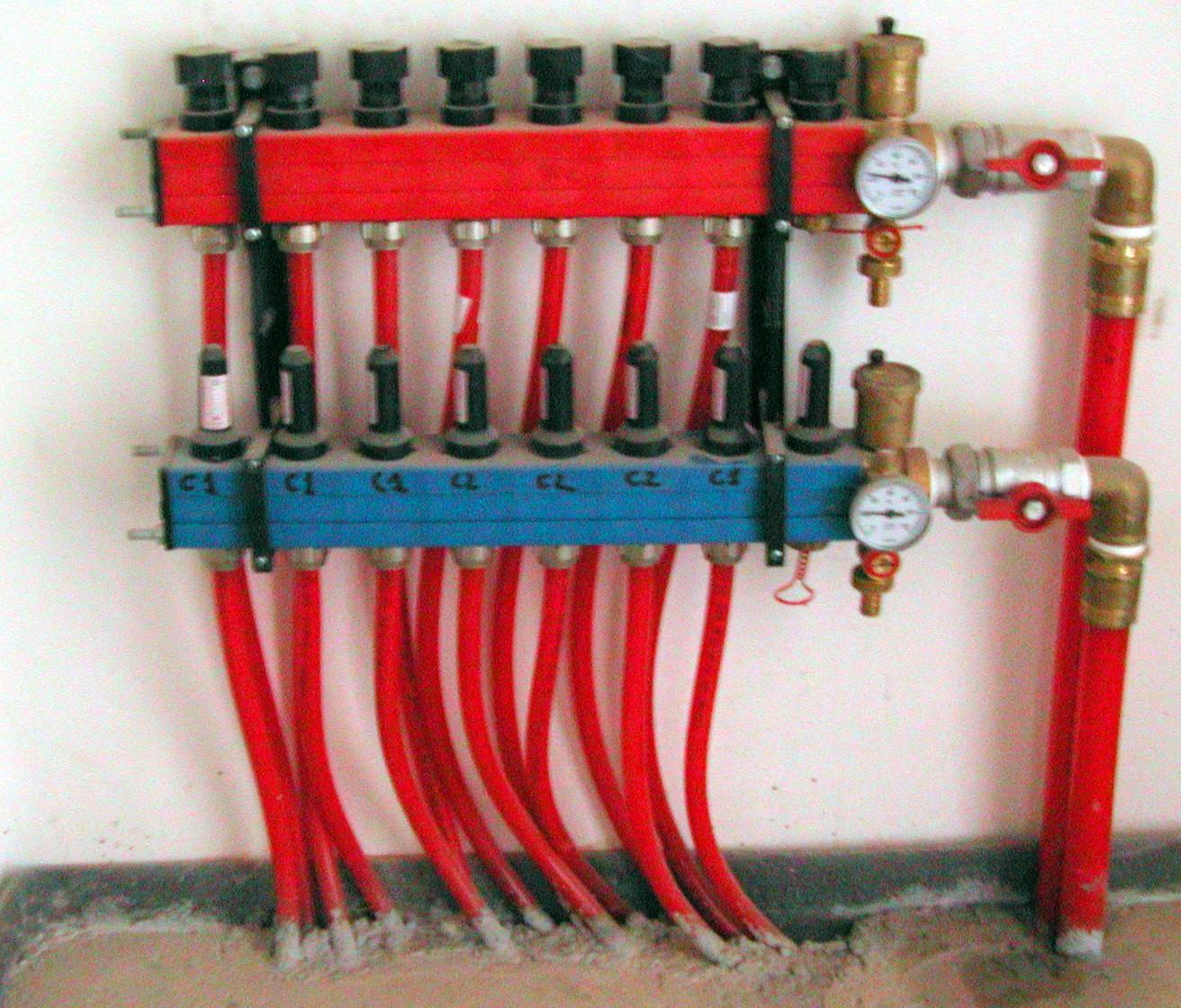
سامانهٔ گرمایش تابشی با استفاده از لوله‌های اکس‌ال‌پی‌ئی.

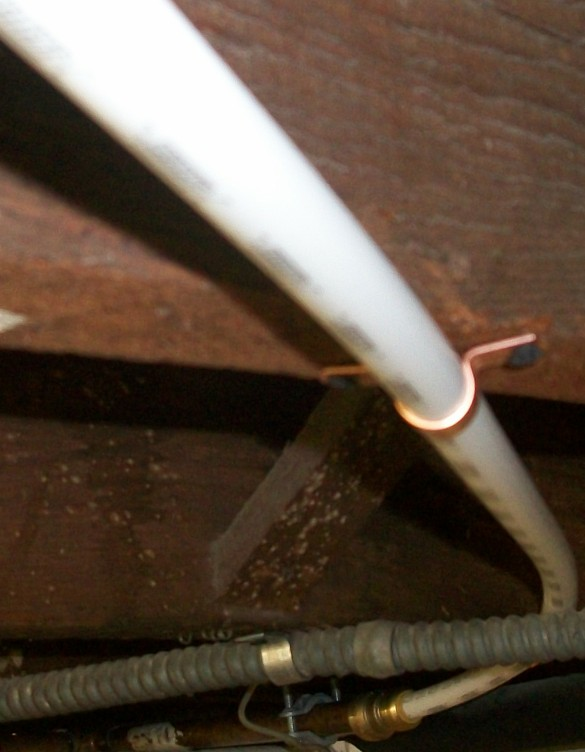
انعطاف‌پذیری پی‌ئی‌اکس باعث می‌شود به اتصالات کمتری نیاز باشد و نصب آن سریع‌تر و ساده‌تر گردد.

پلی اتیلن مشبک، پلی‌اتیلن با اتصال عرضی یا پلی‌اتیلن پیوند متقابل که معمولاً به صورت خلاصه PE-X یا PEX یا XLPE خوانده می‌شود، یک نوع پلاستیک گرماسخت است که در آن مولکول‌ها با استفاده از یونش تابشی، پراکسید، یا ترکیبات سیلان با یکدیگر اتصال عرضی پیدا کرده‌اند. برای ساخت اکس‌ال‌پی‌ئی، بین زنجیره‌های مولکولی دراز و با چگالی کم پلی‌اتیلن اتصالات شیمیایی برقرار می‌کنند تا یک شبکهٔ سه‌بعدی ایجاد شود که مقاومت آن در برابر دما بیشتر است.
این محصول معمولاً به شکل لوله‌ای ساخته می‌شود و عمدتاً در خدمات ساختمانی برای سامانه‌های لوله‌کشی از جمله گرمایش تابشی به واسطهٔ آب، لوله‌کشی‌های آب داخلی و عایق الکتریکی در کابل‌های فشارقوی همچون کابل با روکش عایق XLPE استفاده می‌گردد. از دیگر کاربردهای آن می‌توان به ترابری پساب، گاز طبیعی، نفت خام، دوغاب و دیگر مواد شیمیایی اشاره کرد. اکس‌ال‌پی‌ئی یک جایگزین مطرح برای لوله‌های پی‌وی‌سی، سی‌پی‌وی‌سی و مسی در لوله‌کشی‌های خانگی است.

## کاربردها و خواص و انواع
پلی‌اتیلن متقاطع به‌طور گسترده‌ای در تولید لوله‌های سیستم‌های تأمین آب سرد و گرم ساختمان‌ها، لوله‌های انتقال گاز طبیعی و ترکیبات شیمیایی صنعتی استفاده می‌شود. همچنین از این ماده به دلیل خواص عالی آن، برای عایق‌کاری کابل‌های برقی که در معرض تنش بالایی قرار دارند، استفاده می‌شود. در بیشتر موارد PE-X از پلی‌اتیلن چگالی بالا (HDPE) ساخته شده‌است و حاوی پیوندهایی در ساختار پلیمری است که به‌طور کامل ویژگی‌های آن را تغییر می‌دهد و گرمانرم را به یک گرماسخت تبدیل می‌کند. فرایند اتصال عرضی در حین یا پس از اکستروژن انجام می‌شود و درجه اتصال عرضی مورد نیاز طبق استانداردهای موجود اعمال می‌شود. اتصال عرضی، خواصِ دما-بالای ماده را بهبود بخشیده، مقاومت شیمیایی آن را افزایش داده و خواص مکانیکی دما-پایینِ ماده یعنی ضربه و استحکام کششی را بهبود می‌بخشد.
فرایند اتصال عرضی را می‌توان با استفاده از فناوری‌های مختلفی انجام داد که توسط استانداردهای بین‌المللی تعریف شده و با روش‌های A (پراکسیدها)، B (سیلان‌ها)، C (تابش) و D (ترکیبات آزو) شناخته می‌شوند. روش استفاده شده پس از مخفف مواد نشان داده می‌شود، بنابراین به دست می‌آید: PE-Xa, PE-Xb, PE-Xc, PE-Xd.

پراکسید، سیلان و اتصال عرضی تابشی نشان داده شده‌است. در هر روش، یک رادیکال در زنجیره پلی‌اتیلن (مرکز بالا)، یا توسط تابش (h·ν) یا توسط پراکسیدها (R-O-O-R) تولید می‌شود. سپس، دو زنجیره رادیکال می‌توانند مستقیماً (پایین سمت چپ) یا غیرمستقیم توسط ترکیبات سیلان (پایین سمت راست) به هم متصل شوند.

PE-Xa با روش پراکسید تولید می‌شود. در اصطلاح به این روش اتصال عرضی «گرم» گفته می‌شود، زیرا در دمایی بالاتر از دمای نقطه ذوب پلی‌اتیلن انجام می‌شود. این ماده اکسترود شده و بلافاصله پس از آن برای مدت معینی در دماها و فشارهای بالا در داخل محفظه‌های بلند نگهداری می‌شود. در طی این دوره، پراکسید به رادیکال‌های آزاد تجزیه می‌شود و با پلیمر واکنش می‌دهد و بین زنجیره‌های پلیمری مختلف از طریق اتم‌های کربن پیوند ایجاد می‌کند و متان را به عنوان یک محصول جانبی ایجاد می‌کند. به همین دلیل است که از محفظه‌های فشار بالا برای جلوگیری از نشت گاز متان به بیرون استفاده می‌شود که می‌تواند باعث ایجاد منافذ یا سوراخ در دیواره‌های محصول نهایی شود. ساختاری که با روش پراکسید ایجاد می‌شود دو بعدی و مسطح است.
PE-Xb با روش سیلان تولید می‌شود که در فرایند پسا اکستروژن ثانویه انجام می‌شود. فرایند اتصال عرضی در حضور گرما و رطوبت آغاز می‌شود. مولکول‌های آب در واقع در داخل پلی اتیلن پراکنده می‌شوند و واکنش نشان می‌دهند و باعث می‌شوند زنجیره‌های پلیمری توسط گروه‌هایی از سیلان‌ها که انعطاف‌پذیری بالاتری در مقایسه با پیوندهای اتم کربن معمولی روش‌های A و C دارند، به یکدیگر متصل شوند. گروه‌های پیوند از سه زنجیره سیلان در کنار یکدیگر تشکیل شده‌اند که قادر به تشکیل یک پیوند عرضی سه بعدی و بنابراین ساختار مولکولی با مقاومت مکانیکی بالا هستند.
PE-Xc توسط تابش الکترونی (توسط تابش گاما یا بتا)، که در زیر نقطه ذوب کریستال انجام می‌شود، تولید می‌شود. انرژی الکترون‌ها که توسط دیواره‌های لوله شتاب می‌گیرند، پیوندهای کربن-هیدروژن را شکافته و در نتیجه ایجاد پیوند بین زنجیره‌های پلیمری را تسهیل می‌کند. ساختار تولید شده مانند روش Engel یک ساختار مسطح است.
PE-Xd با استفاده از فرآیندی شبیه به روش اتصال عرضی پراکسید تولید می‌شود. ترکیبات آزو در دماهای بسیار بالا تجزیه می‌شوند و رادیکال‌های آزاد تشکیل می‌دهند و بین زنجیره‌های پلیمری پیوند ایجاد می‌کنند.
امروزه در بازار، استفاده از PE-RT (پلی اتیلن مقاوم در برابر دمای بالا) به عنوان جایگزینی برای PE-X برای تولید لوله‌های چند لایه نسبتاً گسترده‌است. PE-RT پلیمری با خواص پلی اتیلن معمولی (بدون اتصال متقابل) دارای برخی ویژگی‌های اضافی است. PE-RT مقاومت دمایی بالاتری نسبت به پلی‌اتیلن غیر متقاطع دارد اما در مقایسه با PE-X، که پلی‌اتیلن دارای اتصالات عرضی است، خواص بسیار پایین‌تری دارد. PE-X می‌تواند به‌طور مداوم تا ۹۵ درجه سلسیوس استفاده شود در حالی که PE-RT دارای محدودیت ۷۰ درجه سلسیوس است و بنابراین اگر با یک لایه آلومینیومی که عملکرد پایین‌تر را جبران می‌کند ترکیب نشود، میدان استفاده محدودی خواهد داشت. PE-RT دارای اتصال عرضی نیست و بنابراین فرایند تولید با اکستروژن لوله به پایان می‌رسد. می‌توان بیان کرد که استفاده از PE-X برای تولید لوله‌های چندلایه باعث افزایش فاکتورهای ایمنی به ویژه در مورد دماهای بالا و کاربردهای فشار بالا در مقایسه با مواردی می‌شود که با استفاده از PE-RT تضمین می‌شود.